# Matilda Boson
Pour les articles homonymes, voir Boson.
Matilda Boson, née le 4 décembre 1981 à Linköping, est une handballeuse suédoise. Joueuse très rapide, efficace et dotée d'une excellente technique, elle évolue au poste d'ailière gauche. Elle joue depuis plusieurs saisons dans le club de Aalborg DH, l'un des meilleurs clubs danois, avec lequel elle a disputé à plusieurs reprises la Ligue des champions et terminé aux premières places du championnat. Elle est également depuis plusieurs années l'une des joueuses essentielles de l'équipe de Suède de handball féminin, avec laquelle elle compte plus de cent sélections et a inscrit plus de 300 buts. Elle a notamment atteint la 6e place des Championnats d'Europe 2006 et les quarts de finale aux Jeux olympiques de Pékin 2008 avec la sélection suédoise.

## Palmarès
- Vice-championne du Danemark 2009